# Freie Evangelische Schule Lörrach
Die Freie Evangelische Schule Lörrach (kurz FES Lörrach) ist eine 1989 gegründete staatlich anerkannte Grund-, Real- und Werkrealschule mit Beruflichem sowie allgemeinbildendem Gymnasium in freier Trägerschaft mit Sitz im Stadtteil Lörrach-Stetten. Die FES ist eine christliche Bekenntnisschule und mit über 1500 Schülern allein in Lörrach ist sie eine der größten Privatschulen in Baden-Württemberg. Neben Lörrach gibt es vier weitere Standorte sowie Erweiterungspläne.

## Geschichte

### Trägerverein
1985 gründete Walter Rudolph mit weiteren Lehrern und Eltern den Trägerverein Freie Evangelische Schulen e.V. mit dem Zweck, christliche Schulen in Lörrach zu etablieren. Vier Jahre später wurde durch eben diesen Verein die FES Grundschule in Lörrach eröffnet.
Der Trägerverein bildet eine juristische Person, welche Weisungsbefugnisse und Schulgenehmigungen innehat. Der Trägerverein besteht aus einem hauptamtlich-operativen Gremium und einem Aufsichtsrat.

### Förderverein
Der Verein „Freunde der FES e.V.“ ist ein Verein aus ehemaligen und gegenwärtigen Eltern, Lehrern und Schülern, die die FES ehrenamtlich unterstützen.
Vereinszweck laut Satzung ist „die Förderung der Religion, der Kinder- und Jugendhilfe, von Kunst und Kultur, der Erziehung, der internationalen Gesinnung sowie des Schutzes von Ehe und Familie“.

### Schülerzeitung
Die Schülerzeitung „FrESh!“ wird halbjährlich von Schülern erstellt und vertrieben. Die Ausgabe 03/2022 „Heimat“ wurde im bundesweiten Schülerzeitungswettbewerb ausgezeichnet.

### Logo
Das Logo (4 × 9 blaue Mosaiksteine) wurde von Mark Wiebke entworfen. Es soll eine Gruppe von unterschiedlichen Menschen darstellen (weshalb die Steine unterschiedlich geneigt sind), welche durch das im Mittelpunkt stehende Kreuz „im Gleichgewicht stehen“ sollen.

## Standort

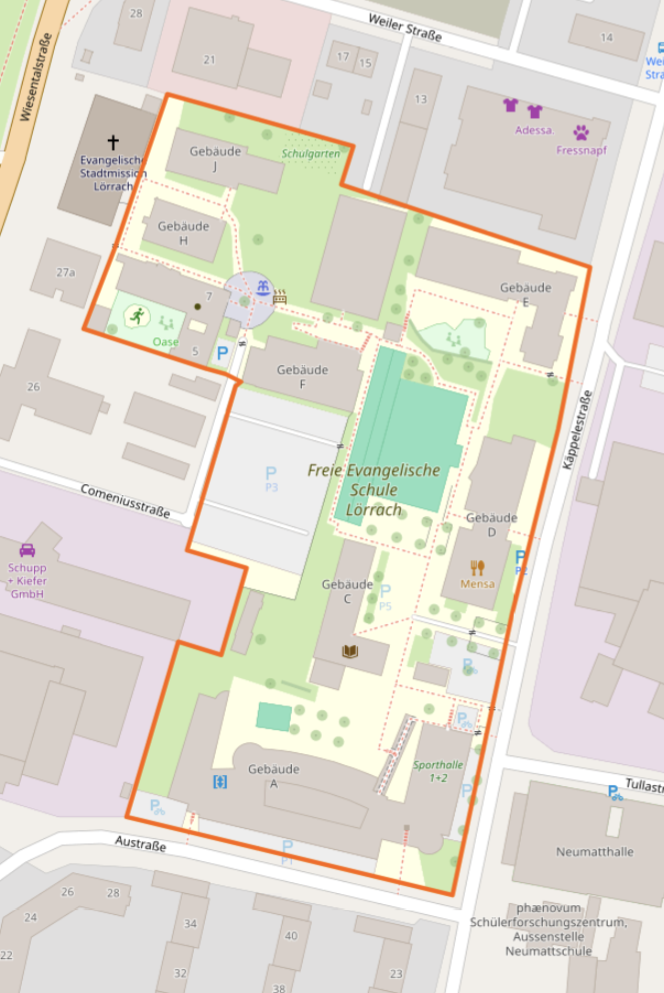
Übersicht des FES Campus Lörrach

Die FES Lörrach liegt in Lörrach-Stetten.
Sie ist erreichbar über S-Bahn (Halt Stetten) und Bus; außerdem gibt es viele Stellplätze für Fahrräder.

## Schulformen
In Lörrach hat die FES folgende Schulformen und -profile:

### Grundschule

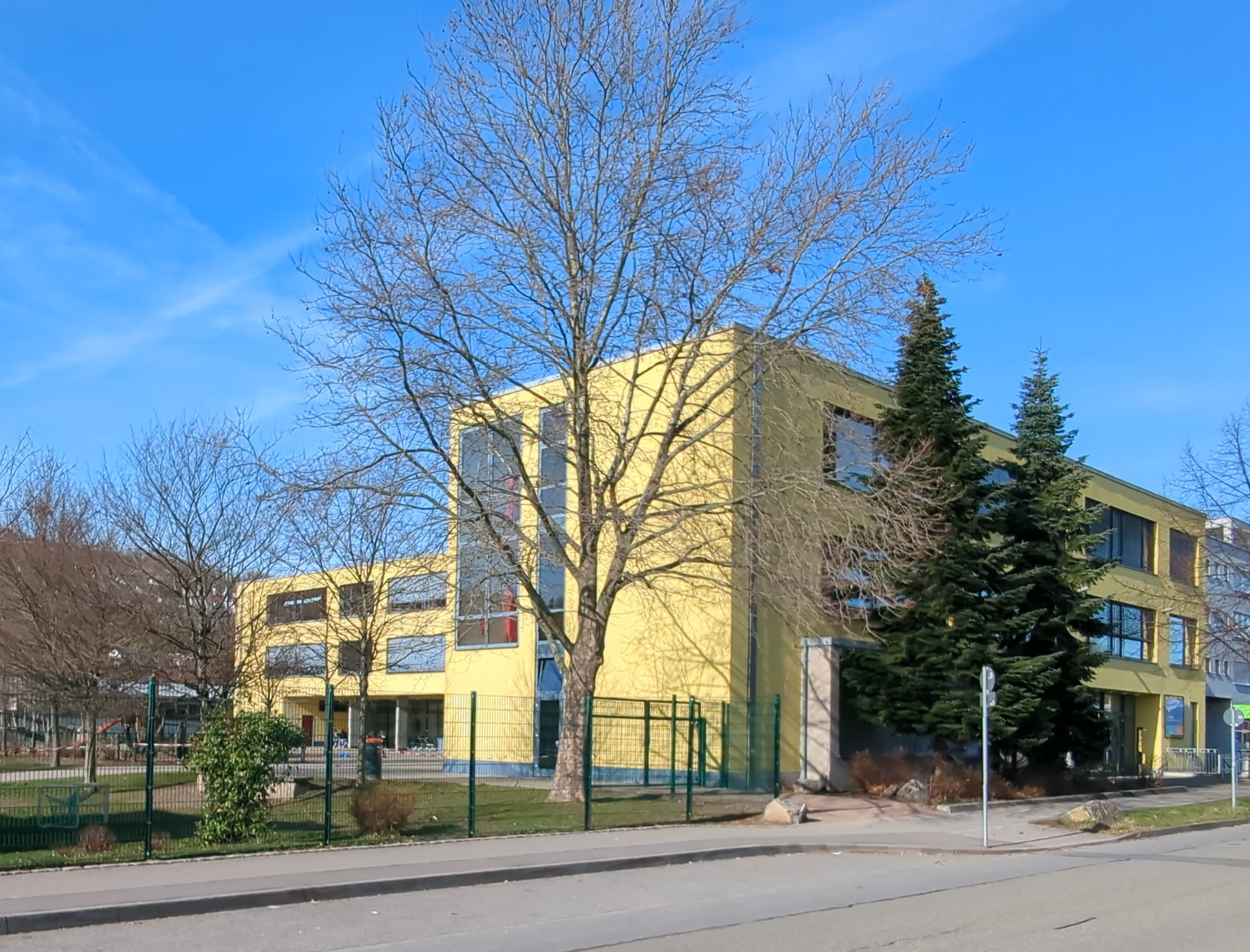
Bild der FES Grundschule

Die Grundschule (Gebäude E) ist das ursprüngliche Angebot der FES. Innerhalb der Grundschule werden Kombiklassen (d. h. mit Schülern aus der ersten bis vierten Stufe) sowie Englisch ab der ersten Stufe angeboten. Des Weiteren gibt es eine Möglichkeit der Nachmittagsbetreuung.
Die Grundschule wird von Nathanael Pantli geleitet.
Im Format „GrundschuleGemeinsam“ gibt es eine inklusive Grundschulklasse, welche zusammen mit der Karl-Rolfus-Schule umgesetzt wird und sitzt in der Wallbrunnstraße 84.
Schulleiterin für dieses Konzept ist Judith Pantli.

### Werkrealschule

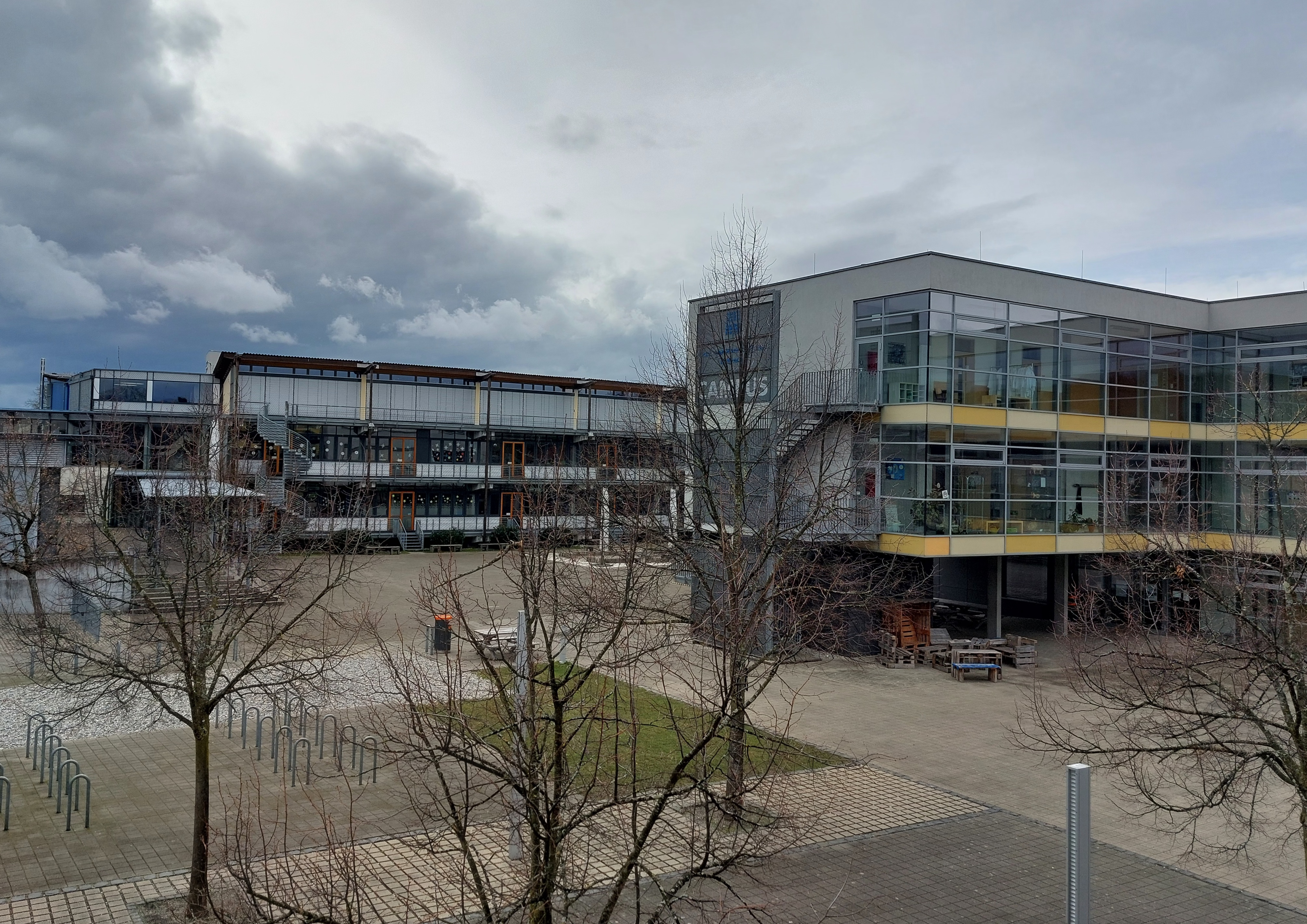
Gebäude A mit Gebäude C auf der Seite

Die Werkrealschule (Gebäude A) ist als eine der wenigen verbliebenen Schulen dieses Types mit rund hundert Schülern vertreten. Sie wurde 1989 gegründet und ist seitdem mit ungefähr gleichbleibender Besucherquote.
Schulleiter ist Philip Gräßlin.

### Realschule

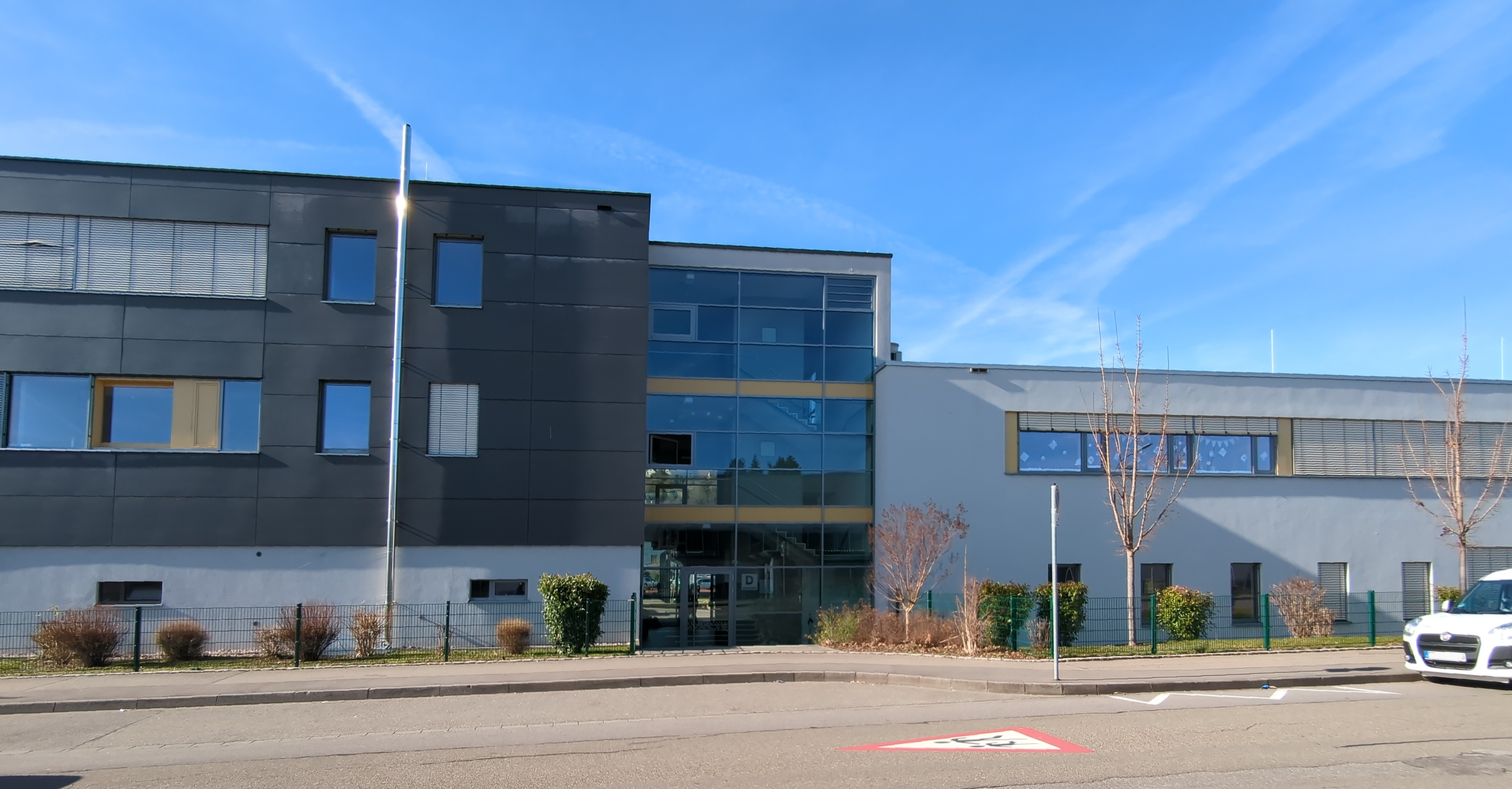
Bild der Realschule

Die FES bietet eine Realschule (Gebäude D) an, in der 400 Schüler unterrichtet werden. In der Realschule befindet sich die Mensa und die Schulsozialarbeit.
Die Realschule wird von Jürgen Hakenjos geleitet.

### Berufliches Gymnasium
Das Berufliche Gymnasium (Gebäude E, geteilt mit Grundschule) gibt es mit den Schwerpunktprofilen Gestaltungs- und Medientechnik oder mit dem Profil Soziales und Gesundheitswesen.
Es kann mit Mittlerer Reife oder im Gymnasium nach der neunten Stufe auf die Eingangsstufe des Beruflichen Gymnasiums gewechselt werden.
Schulleiter des BG ist Florian Siegel.

### Allgemeinbildendes Gymnasium
Das dreizügige Gymnasium (Gebäude A) hat im dritten Wahlbereich Spanisch (Stufe 8) als Fremdsprache oder das Naturwissenschaftliche Profil.
Es gibt die Möglichkeit, vertiefenden Englischunterricht zu erhalten, und ab Stufe 7 gibt es wahlweise teilweise bilingualen Fachunterricht.
Interims-Schulleiterin des Gymnasiums ist Almuth Wiedenbauer.
Als „GymnasiumGemeinsam“ gibt es inklusive Klassen, welche von der evangelischen Schulstiftung (EKD) ausgezeichnet wurden.

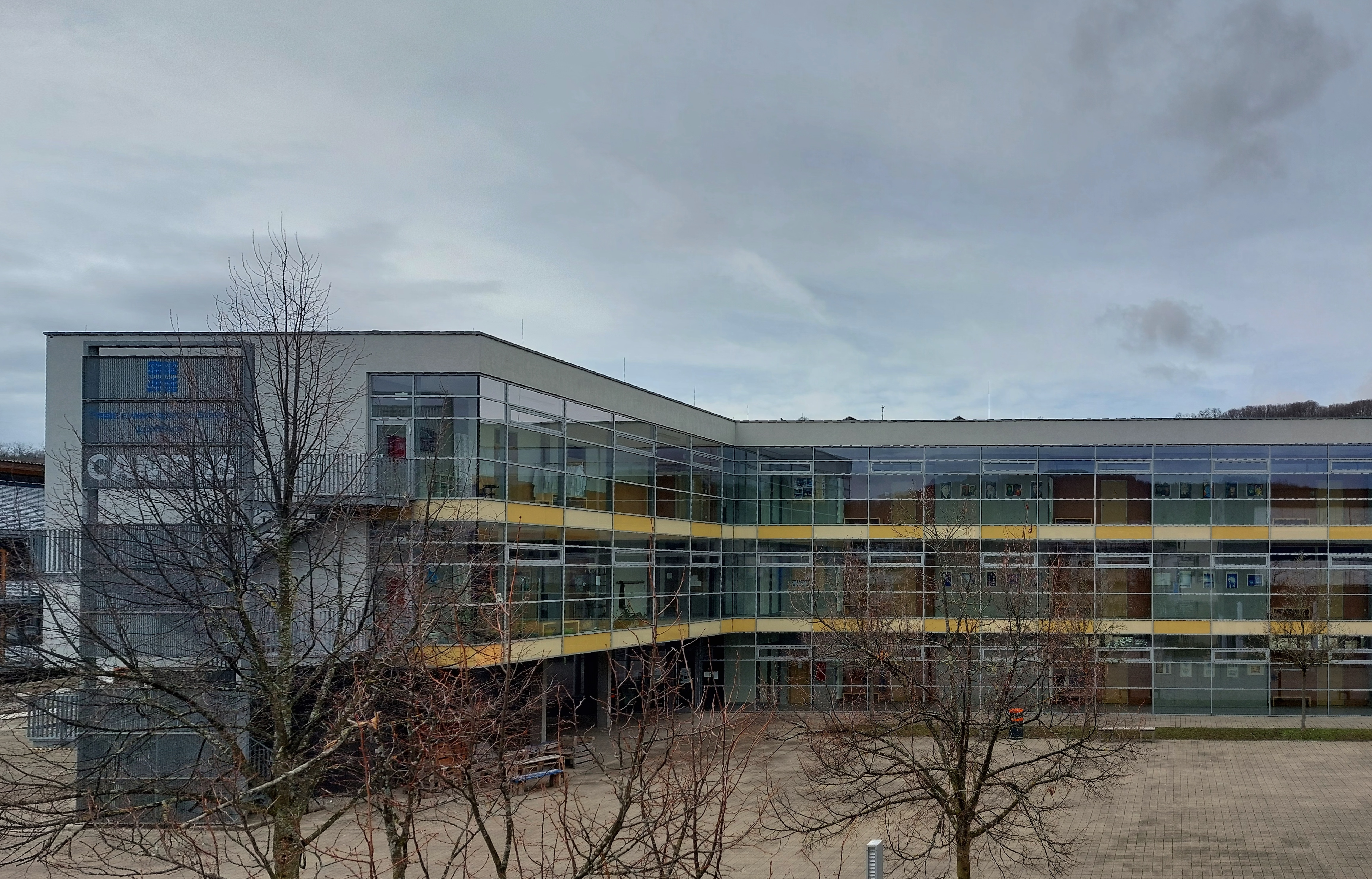
Naturwissenschaftliches Gebäude (C)

## Außerschulische Angebote

### Musikschule
Die FES bietet in Lörrach anschließend an den regulären Unterricht Musikunterricht für Schüler an.
Achim Patzelt ist Leiter der Musikschule.

### Schülerchor
Die FES hat in Lörrach einen gemeinsamen Schülerchor.

### Arbeitsgruppen
- Die Schülerzeitung „FrESh!“ bietet Schülern die Möglichkeit, in Journalismus, Mediengestaltung und Meinungsbildung erste praktische Schritte zu nehmen.

### Kita
Die „Kita Oase“ wurde 2013 eröffnet und ist ebenfalls in gleicher Trägerschaft wie die Schulen.
Wie die Schulen auch haben die Kitas ein christliches Bekenntnis- und Erziehungskonzept; die Kinder werden nach Alter in Stammgruppen unterteilt. Die Kitas sind ganztags ab halb Acht geöffnet.

## Weitere Standorte

### Schopfheim
Die Christliche Schule Schopfheim (CSS) wird von Christine Häfner geleitet und sitzt in der Stettiner Straße 7.
Die CSS ist eine Grundschule.

### Müllheim
Die Freie Evangelische Schule Müllheim wird von Marco Baumelt geleitet und sitzt in der Kinzigstr. 1.
Die FES Müllheim hat eine Grund- und Realschule.

### Kandern/Wollbach
Mit der christlichen Schule Kandern-Wollbach (CSK) gibt es im Kandertal eine bilinguale Bekenntnis-Grundschule in Kooperation mit der in Kandern ansässigen Black Forest Academy (BFA); Unterricht auf Englisch und Deutsch.
Die CSK ist in der Schulstraße 12, Kandern.

### Waldshut
Die Christliche Schule Hochrhein wird von Patric Siemens geleitet und sitzt in der Gurtweiler Str. 2.
Die CSH hat eine Grund- und Realschule.

## Partner- und Projektschulen
Die FES hat mit der christlichen Bekenntnisschule „Shining Light“ in Pakistan eine Schulpartnerschaft, mit welcher u. a. Stipendien für christliche und muslimische Schüler finanziert werden. Als „Kernstück“ wird jedoch das Lehrer-Austauschprogramm zwischen den beiden Schulen beschrieben.
Die Werkrealschule Lörrach hat im Rahmen eines Sponsorenlaufes wiederholt zum Hilfsprojekt „Mila Aina Vao“ - d.h. „Neues Leben schenken“ zum Aufbau eines Kinderhauses in Madagaskar beigetragen.
2017 gab es einen Schüleraustausch zwischen Schülern der Mengo Senior School aus Kampala, Uganda und Schülern der FES.

## Ehemalige
- Jonas Hoffmann, SPD-Politiker, besuchte die FES Realschule